# Црква Светог Георгија у Мачванском Причиновићу
Црква Светог Георгија у Мачванском Причиновићу, насељеном месту на територији града Шапца, подигнута је 1868. године. Припада Епархији шабачкој Српске православне цркве.

## Прошлост
До подизања данашње цркве, мештани села су се служили црквом у Дреновцу и ако су још 1864. године изразили жељу да подигну цркву, градња је започела 1867. године око спора са мештанима Табановића у вези места подизања и на градњу је утрошено 1006,5 дуката. Црква је дуга 19,5, широка 7 и висока 25 метара Освећена је 26. септембра 1899. године од епископа шабачког Димитрија.
У Првом светском рат је доста страдала. Срушен је торањ, упропашћен кров, спаљен иконостас, уништене књиге и одежде. Поправљена је тек 1924. године